# Digby, a tinisárkány
A Digby, a tinisárkány (eredeti cím: Digby Dragon) angol televíziós Stop-motion animációs sorozat, amelyet Adam Shaw rendezett. A forgatókönyvet Justin Trefgarne írta. Az Egyesült Királyságban 2016. július 4-étől a Nick Jr. vetíti, Magyarországon 2016. szeptember 16-ától az M2 sugározza.

## Szereplők
- Digby
- Izzy
- Chips
- Grump

## Epizódok
1. Sárkány-nap
2. Sárkány szikla
3. Ropi fogása
4. Zsémbi kisöccse
5. Sebi elszabadul
6. Az esőfelhő
7. A csiga járás
8. A jó tündér
9. Digby nem sárkány
10. A nagy mogyi vadászat
11. A kép
12. A tűzijáték
13. Sárszörny
14. Ellopott színek
15. A szárny
16. Málé és a kötél
17. A nagy verseny
18. Dupla Sárkány
19. Szörny a sötétben
20. Hegyre fel!
21. Az eltüntető varázsige
22. Frici szuperbringája
23. A havas meghívás
24. Kerek-Kari
25. Sörti
26. Bot-toboz

## Magyar változat
A szinkront az MTVA megbízásából a Mahir Szinkron Kft. készítette.
Magyar szöveg: Heiszenberger Éva
Szerkesztő: Horváth Márta
Hangmérnök és vágó: Csomár Zoltán, Soltész Márton
Produkciós asszisztens: Fodor Eszter
Szinkronrendező: Czobor Éva
Produkciós vezető: Ambrus Zsuzsa
Magyar hangok
- Baráth István – Digby
- Csőre Gábor – Zsémi
- Czető Roland – Ropi
- Hermann Lilla – Csilli
- Kapácsy Miklós – Málé
- Szalay Csongor – Frici
- Zakariás Éva – Zelda

További magyar hangok: Albert Péter